# Тихо место 2
Тихо место 2 (енгл. A Quiet Place Part II) је амерички хорор филм из 2020. године и наставак филма Тихо место (2018). Наставак је написао и режирао Џон Красински, док главне улоге тумаче Емили Блант, Милисент Симондс и Ноа Џуп, који понављају своје улоге из првог филма. Килијан Мерфи и Џимон Хансу су се придружили у споредним улогама. Красински такође понавља улогу из првог филма у новоснимљеним секвенцама флешбека.
Paramount Pictures, студио који стоји иза првог филма, започео је развој наставка у априлу 2018. године након успеха првог филма. До следећег августа, Красински је писао филм, а у фебруару 2019. ангажован је да режира. Продукција се одвијала у западном Њујорку од јуна до септембра 2019. године.
Филм је имао светску премијеру у Њујорку 8. марта 2020. и након годину дана одлагања због пандемије ковида 19, биоскопски је издат 28. маја 2021. године у Сједињеним Државама, почетком празничног викенда за Дан помена погинулих. Филм је биоскопски издат 27. маја 2021. године у Србији, од стране Taramount Film-а. Наишао је на позитивне рецензије критичара и зарадио преко 297 милиона долара широм света.

## Радња
Током бејзбол утакмице којој присуствује породица Абот, гледаоци гледају ка небу док се неки објекат у пламену ковитла ка Земљи. Док људи излазе из парка и покушавају да се одвезу, град опседају и нападну непријатељски расположена ванземаљска створења која поседују оклопљену кожу и изванредну брзину и снагу. Слепа створења поседују хиперосетљив слух и све своје жртве лове искључиво уз помоћ звука.
После више од годину дана ванземаљци су побили већи део Земљине популације, укључујући и Лија Абота, који је жртвовао себе да би спасао своју породицу — жену Евелин, глувонему ћерку тинејџерских година Реган, сина адолесцента Маркуса и новорођеног сина. Реган је претходно открила да високофреквентна микрофонија може да онеспособи створења. Она разради импровизовани метод преношења шума из свог слушног помагала, кохлеарног импланта, кроз микрофон и звучник, омогућујући да створења буду упуцана на смрт када су рањива.
Пошто је њихов изоловани дом сада уништен, породица трага за другим преживелима. Они носе Реганин импровизовани комплет како би одбили створења од себе. Након што уђу у ограђену област, а Евелин случајно активира импровизовани звучни аларм, Маркусу десна нога упадне у замку за медведе. Његов потоњи врисак привуче једно створење. Уз помоћ слушног помагала и пушке, Реган и Евелин га убијају, ослобађају Маркуса, а потом беже у оближњу ливницу, док друго створење стиже. Тамо затичу Емета, Лијевог пријатеља, који их невољно одводи у свој бункер испод ливнице.
Маркус и Реган открију сигнал радио станице која непрекидно емитује песму Beyond the Sea. Реган закључи да је то заправо порука намењена да одведе преживеле на оближње острво. Она теоретише да, ако она може да доспе до радио предајника који се тамо налази, високофреквентни шум њеног слушног помагала може да се емитује до осталих преживелих, који онда могу да искористе сигнал као оружје против створења. Након што повери свој план Маркусу, она се у тајности сама искраде напоље да пронађе острво. Откривши да Реган нема, Евелин преклиње Емета да је врати. Апелујући на његов осећај дужности, Реган убеђује Емета да јој помогне да обави своју мисију.
У међувремену, Евелин остави Маркуса и новорођенче у ливници и одлази по неопходне медицинске потрепштине и опрему. Током њеног одсуства Маркус разгледа ливницу и открива леш Еметове жене. Препаднут, он преврне неке предмете, тиме привлачећи пажњу оближњем створењу. Маркус за длаку успева да побегне у бункер, али случајно закључа себе и бебу унутра у херметички затвореном простору.
На марини, Емет и Реган потраже бродић. Када упадну у заседу неких подивљалих људи који тамо живе, Емет намерно изазива буку и привлачи два створења која побију помахнитале нападаче. Када се једно створење удави, Емет схвати да створења не умеју да пливају. Реган обезбеђује један мали бродић и њих двоје стижу до острва где једна мала колонија преживелих живи релативно нормалном егзистенцијом. Вођа колоније открива да је, када је влада открила да створења нису у стању да пливају, Национална гарда преселила што је могуће више људи на  острва.
Евелин се враћа у фабрику. Она одвраћа пажњу створењу и ослобађа децу. Њих троје настављају да се скривају унутар бункера док се створење шуња по ливници.
Створење које се укрцало на бродић на марини је допловило до острва и одмах почиње да напада колонисте. Вођа колоније, Емет и Реган улазе у аутомобил и одводе створење до радио станице. Створење убије вођу колоније, док Емет и Реган беже у станицу. Створење напада и замало убије Емета. Реган одашиље високу фреквенцију кроз звучнике у просторији, онеспособивши створење. Она га убоде у отворену главу металном шипком, убивши га и спасивши Емета. За то време, у ливници је створење открило бункер. Оно нападне Евелин. Пре него што може да је убије, Маркус ухвати сигнал Реганиног одашиљача и пусти га на свом преносивом радио-апарату, онеспособивши ванземаљца. Маркус га потом убија Евелининим револвером.
Реган оставља своје слушно помагало прикачено на микрофон радио станице, омогућивши свакоме да прими фреквенцију и употреби је као оружје.

## Улоге
| Глумац           | Улога           |
| ---------------- | --------------- |
| Емили Блант      | Евелин Абот     |
| Килијан Мерфи    | Емет            |
| Милисент Симондс | Реган Абот      |
| Ноа Џуп          | Маркус Абот     |
| Џимон Хансу      | Човек на острву |
| Џон Красински    | Ли Абот         |